# EMGマーケティング
EMGマーケティング合同会社（英：EMG Marketing G.K.）は、かつて存在したエクソンモービルの日本法人。
1863年設立のスタンダード・オイルが、1884年（明治17年）に設立した横浜支社を始祖とする。その後スタンダード・オイル・オブ・ニューヨークが継承、1933年（昭和8年）に中国・ニュージーランド・西アフリカ地域等を担当する合弁会社スタンダード・ヴァキューム・オイル（スタンヴァック）横浜支社となったのち、名称はエッソ・スタンダード石油（1961年 – 1982年）、エッソ石油（1982年 – 2002年）、エクソンモービル有限会社（英:Exxon Mobil Y.K.、2002年 – 2012年）、東燃ゼネラル石油子会社のEMGマーケティング合同会社（2012年）と変遷した。2017年に東燃ゼネラル石油へ吸収合併され解散。後身は現在のENEOSである。

## 概要
EMGマーケティング合同会社は、合同会社へ改組した当初は、エクソンモービルの100%子会社であるエクソンモービル アジア インターナショナル SARLが100%出資している会社であった。その後、親子関係が逆転し、東燃ゼネラル石油が99%出資し、残りの1%をエクソンモービルの子会社が出資する形となり、東燃ゼネラルグループの1社であったが、2017年1月に東燃ゼネラル石油に吸収合併され、消滅した。
石油製品・石油化学製品の販売を主要事業としている。「エッソ」・「モービル」・「ゼネラル」という3つのブランドにより、ガソリンスタンドを直接、間接に運営していた。

## ガソリンスタンドのビジネス展開
2005年（平成17年）末時点で、3ブランドのマークを掲げるガソリンスタンドは全国に5917軒ある。
またセルフスタンドが解禁になると3ブランドは逸早くエクスプレス (Express) を展開した。「クイック&イージー」をキーワードに、誰もがすぐに、気軽に利用できるセルフSS戦略である（ただしエクスプレスでないセルフスタンドも存在した）。
ドトールコーヒーショップやセブン-イレブンを同じ敷地内に併設する新しいタイプの店舗も展開している。
また、オイル交換などを行うモービル1センターを併設している店もある。

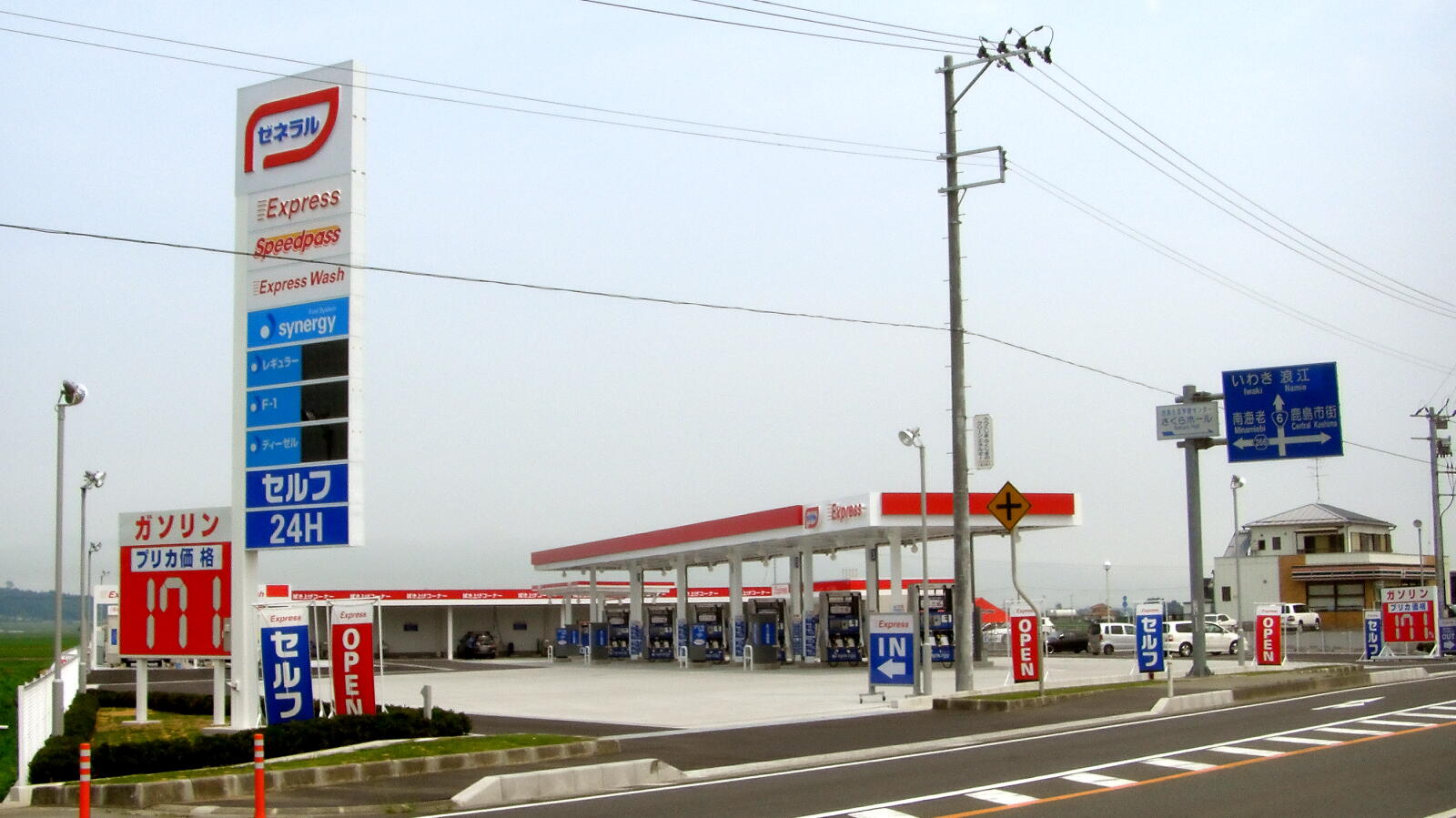
ゼネラルエクスプレス

- エッソ
- モービル
- ゼネラル

## EMGマーケティング合同会社の沿革

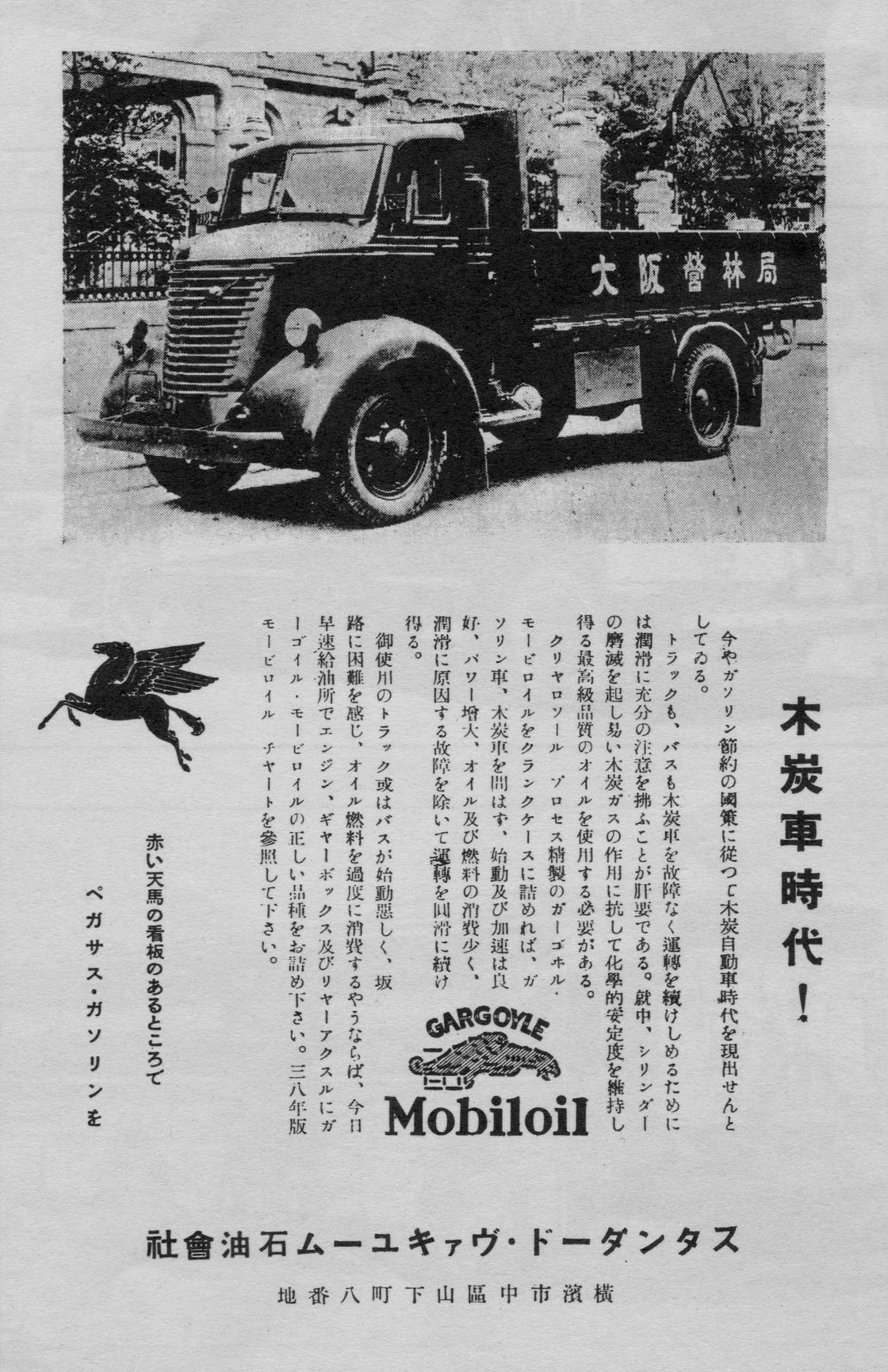
スタンダード・ヴァキューム石油の広告。木炭自動車に自社のエンジンオイル「ガーゴイル・モービロイル」の使用を勧める内容（1938年10月）

1884年（明治17年）3月1日、スタンダード・オイル・ニューヨーク社（ソコニー）が横浜に支店を開設。以後勢力を拡大し、明治末期にはライジングサン石油、日本石油、宝田石油と販売協定を結んでいる。エクソンモービルの沿革の項目にもあるとおり1931年（昭和6年）7月30日にヴァキューム・オイル社との合併でソコニー・ヴァキューム日本支社となり、1933年（昭和8年）9月7日にはジャージー・スタンダードとソコニー・ヴァキュームの合弁（厳密には折半出資）でスタンダード・ヴァキューム・オイル（スタンヴァック）が設立されると同社の日本支社となった。太平洋戦争開戦に伴い1941年（昭和16年）12月にスタンヴァック日本支社は閉鎖されるが、終戦と共にGHQ石油顧問団の一角として参画。1948年（昭和23年）8月、在日連合国人への販売が許可され、1949年2月11日に東亜燃料工業と資本・技術・原油供給・販売について提携。同年9月13日には同社の株式51%を取得して関係を強化する。
戦時中を除きスタンヴァックはソコニー・ヴァキューム（後年にソコニー・モービルと改称）のペガサスマークをガソリンスタンドに掲げ、ペガサスガソリン、戦後は Mobilgas（モービルガス）を販売、また潤滑油も Gargoyle Mobiloil（ガーゴイル・モービロイル、後年にモービロイルと改称）を販売してきたが、スタンヴァックが解体されることとなり、1961年（昭和36年）12月11日ジャージー・スタンダードとソコニー・モービルは共に日本法人を立ち上げ両社間の競争が開始されることになった（前者はエッソ・スタンダード石油、後者はモービル石油を設立）。スタンヴァック日本支社の横浜本店はエッソ・スタンダード石油の本店として継承されたが、エッソブランドはこのときまで日本の一般大衆にはほとんど認知されておらず、事実上の新規進出になった。また、旧スタンヴァック時代に使用された多くの製品及び製品名は、殆どがモービル石油に継承された（モービロイル、モービルガス等）。
エクソンモービル有限会社となり、以降JXエネルギーに吸収されENEOSに統合されるまで、ガソリンスタンドの看板こそ前述の3ブランド（エッソ・モービル・ゼネラル）が維持されたが、取扱製品はモービルに事実上集約されていた。ENEOSに統合後も「モービル」ブランドは、エンジンオイルを含む潤滑油のブランドとして、統合直前に分社したEMGルブリカンツの取り扱いで残っていたが、2022年3月31日を以て契約満了となり、4月以降は2012年のエクソンモービルグループの組織変更の時に設立されたエクソンモービル・ジャパン合同会社に移管された。
- 1961年（昭和36年）12月11日 - エッソ・スタンダード石油株式会社、モービル石油株式会社設立。
- 1982年（昭和57年）3月1日 - エッソ・スタンダード石油がエッソ石油株式会社に商号変更。
- 2000年（平成12年）2月18日 - エッソ石油・モービル石油が株式会社から有限会社に改組。
- 2002年（平成14年）6月1日 - エッソ石油がモービル石油・エクソンモービルマーケティング有限会社・エクソンモービルビジネスサービス有限会社を吸収合併し、エクソンモービル有限会社に商号変更。
- 2003年（平成15年）1月1日 - エクソンモービル化学有限会社を合併し、石油化学製品の販売を集約。
- 2010年（平成22年）
  - 3月26日 - 東燃ゼネラルで、鈴木一夫社長が退任しピー・ピー・デューコム取締役が社長に就任[2]。
  - 10月1日 - 日本国内の事業を縮小させる計画が明らかになる。その一環として九州地区の一部のGSを国内の販売会社に売却を打診していることも明らかになった[3][4]。売却後も店舗ブランドが維持されることが条件となっている。一部メディアで日本市場撤退と報じられたが、それに関しては否定している[5]。
- 2012年（平成24年）
  - 1月4日 - エクソンモービルの日本事業及びエクソンモービル有限会社が保有する東燃ゼネラル石油の株式の一部（3割程度）を1000億-4000億円で東燃ゼネラル石油が取得し、日本市場から縮小・撤退させる方向であると再度一部のメディアが報道[6]。しかし両社ともに「うわさや憶測に対してはコメントしないが、エクソンモービルが日本から撤退するような計画はない」と否定するコメントを発表[7][8]。
  - 1月29日 - エクソンモービルが、子会社を通じて所有するエクソンモービル有限会社の持分99%を、同年6月に東燃ゼネラル石油が取得し、新たな提携関係に移行すると発表。エクソンモービルが子会社を通じて一部の化学品事業と東燃ゼネラル石油の株式8千万株を保有し続け、本持分取得後のエクソンモービルグループの東燃ゼネラル石油に対する議決権の保有割合は約22%となり、主要株主として留まる見込み。エクソンモービルのブランド（エッソ・モービル・モービル1など）は日本国内で独占的に使用する。またクレジットカード等の各種サービスも従前どおり提供する。石油精製および石油化学におけるテクノロジーや技術サポートも継続して使用し、原油や製品の調達においてもエクソンモービルとの協力関係を継続する[9][10]。
  - 5月21日 - EMGマーケティング合同会社に商号と組織を変更[11]。
  - 6月1日 - EMGマーケティング合同会社が東燃ゼネラル石油の子会社となる[12]。
- 2014年（平成26年）7月1日 - MOCマーケティングより石油販売事業が譲渡される。
- 2016年（平成28年）12月15日 - モービルブランドの潤滑油事業をEMGルブリカンツ合同会社として分社化。
- 2017年（平成29年）
  - 1月1日 - 親会社の経営統合に先だち、東燃ゼネラル石油株式会社に吸収合併され解散[13]。
  - 4月1日 - 東燃ゼネラル石油が、JXホールディングス（現・ENEOSホールディングス）との株式交換により同社の傘下に入った上で、同時にJXエネルギー（現・ENEOS）に吸収合併され解散。

## グループ企業
- 東燃ゼネラル石油株式会社 - 東証1部に上場していた石油精製企業。「ゼネラル」のブランドを保有。かつてはエクソンモービル有限会社が50.02%出資していたが、後にEMGマーケティングの親会社となった。経営統合等を経て、現・ENEOS。
- 東燃化学 - 化学メーカー（旧社名・東燃石油化学）。東燃ゼネラル石油グループの100%子会社。
- NUC - 化学メーカー。もとはユニオンカーバイド（米国のカーバイドメーカー、ダウケミカル傘下）が日東化学工業（現在の三菱レイヨンの化学・化学品部門の一部）との合弁で設立した「日本ユニカー」。日本側の合弁会社が東燃化学に変わり、2013年7月に東燃ゼネラル石油グループの100%子会社となった。現・ENEOS NUC。
- エクソンモービルカタリスト - 1985年にエクソンモービルが設立した別会社。EMGマーケティング合同会社から一部事業を承継し、エクソンモービル合同会社と改称し再設立。JSRとの合弁会社、日本ブチル株式会社を傘下に持つ[14]。

## CM
- 1959年にEssoブランドで行われた「タイガーをお車に！（Put a Tiger in your Tank）」キャンペーンはティーザー広告の嚆矢である[15]。
- 経営統合前は、ゼネラル石油が杉本エマ・光GENJI・田代まさし・後藤久美子、エッソ石油が西田敏行・岸本加世子・志穂美悦子・松雪泰子、モービル石油が鈴木ヒロミツ・藤竜也・丹波哲郎・山瀬まみらのタレントを起用したCMを放送していた。
- モービルのエンジンオイル「モービル1」のCMでは過酷な耐久テストをCMに採用したことがあった。夏季には245℃での耐熱試験、冬季には氷点下40℃の冷凍試験（バナナで釘が打てたり、バラが粉々になるなど）を行い、それら過酷な条件でも他のオイルと違い耐久性に優れていることをアピールしていた。
- 統合後は、一時期シナジーオイル（燃料）のCMを放送していた。
- 2010年（平成22年）8月現在、地上波放送では提供スポンサーは無いものの、J SPORTS ESPNで「モービル1・ザ・グリッド」を提供している。